# Lena Rivers (film 1914 Whitman)
Lena Rivers è un film muto del 1914. Il nome del regista non viene riportato nei credit del film la cui sceneggiatura si basa su Lena Rivers, romanzo di Mary Jane Holmes pubblicato a New York nel 1856.

## Produzione
Il film fu prodotto dalla Whitman Features Company.

## Distribuzione
Il copyright del film, richiesto dalla Whitman Features Co., fu registrato il 2 ottobre 1914 con il numero LU3458.
Distribuito dalla Blinkhorn Photoplays, il film uscì nelle sale cinematografiche USA l'11 luglio 1914.